# Пустовійт Гаврило Михайлович
Гаври́ло Миха́йлович Пустові́йт (нар. 26 липня 1900, Межиріч — пом. 20 березня 1947, Київ) — український радянський художник-графік, ілюстратор, педагог; вплинув на стилістику і подальший розвиток української станкової та книжкової графіки, плакату, екслібрису.

## Життєвий і творчий шлях

### Ранні роки, навчання
Народився 13 (26) липня 1900 року у великій селянській родині. Рано проявив здібності та інтерес до малювання. У 1916—1918 роках навчався у Київському художньому училищі, проте через брак коштів був вимушений покинути навчання і повернутися до Межеріча. Протягом кількох років викладав у місцевій трудовій школі.
У 1923—1930 роках навчався у Київському художньому інституті — перші два роки у майстерні монументального малярства під керівництвом Михайла Бойчука, потім на графічному факультеті, зокрема у педагогів І. Плещинського, С. Налепинської-Бойчук та В. Касіяна.

### Харків, Київ
По закінченню інституту працював викладачем у Харківському поліграфічному інституті, 1930—1932 роках очолював художньо-конструкторський факультет. Почав брати участь у виставках, співпрацював з видавництвами — «Рух», «Сяйво», «Культура», «Книгоспілка», «Держвидав України».
Найбільше працював у царині книжкової і станкової графіки, переважно в техніці літографії й рисунку. До війни оформив та проілюстрував ряд творів та видань:
- «На західному фронті все спокійно» Е. М. Ремарка (1928, обкладинка)
- «Залізна п'ята» Джека Лондона (1928, обкладинка)
- «Перехресні стежки» (1928—29, обкладинка)
- «Українські народні колискові пісні» (1935)
- «Обломов» І. Гончарова (1935, ілюстрації)
- «Вибрані твори» І. Франка в чотирьох томах (1936, ілюстрації)
- «Наймичка» Т. Шевченка (1938, ілюстрації)
- «Рассказы» М. Коцюбинського (в-во «Детгиз», 1940, ілюстрації)
- літографії до творів І. Микитенка (не були видані)[5]

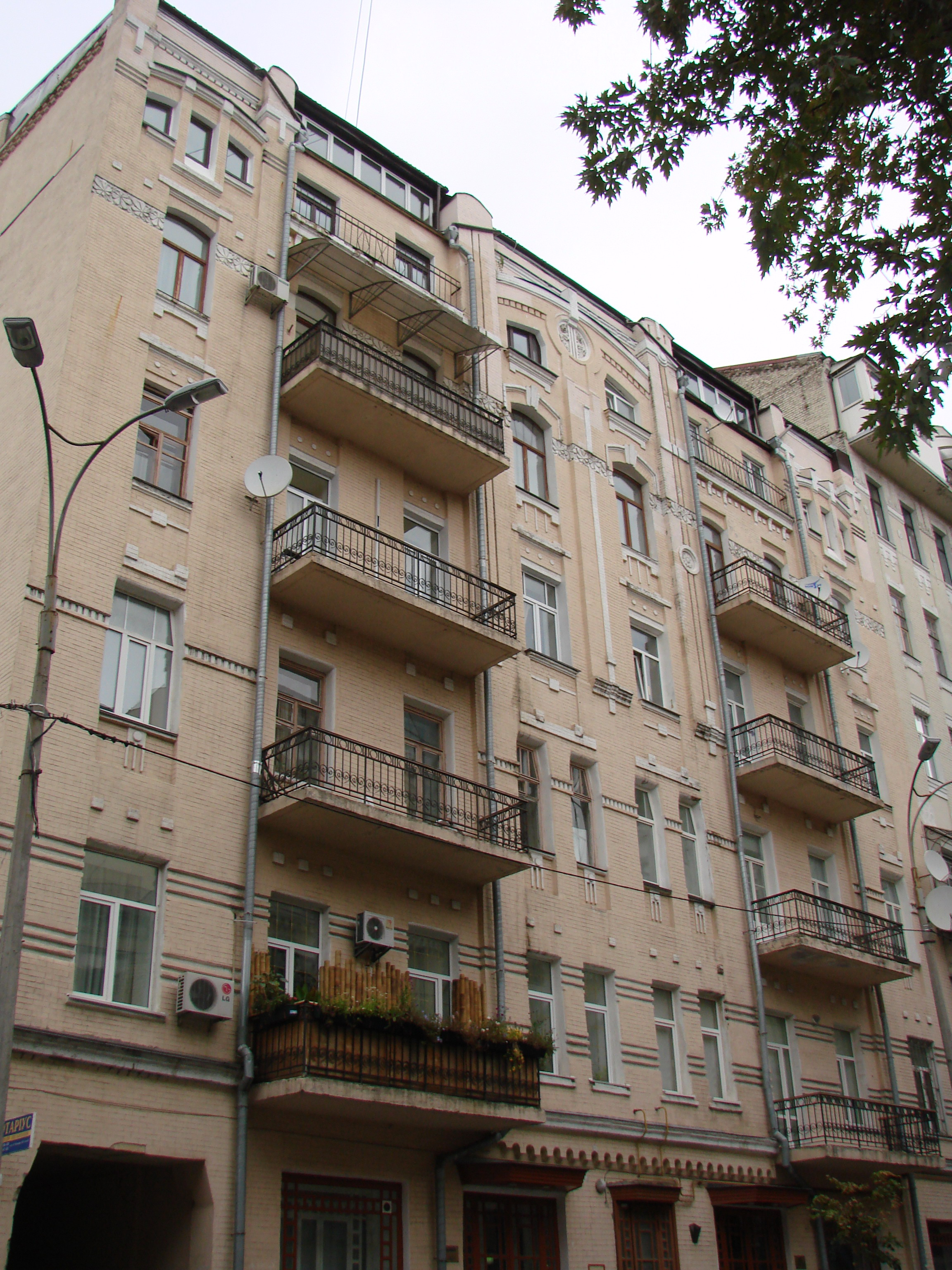
Будинок в Києві по вул. О. Гончара, 32-а, в якому у 1936—1941 роках в квартирі № 20 мешкав Гаврило Пустовійт.

Робота над ілюстрацією українського видання роману І. Гончарова «Обломов» (1935) стала етапною для Пустовійта — принесла йому славу та визнання. Художник Михайло Дерегус згадував, що це був саме той випадок, коли вранці митець прокинувся відомим.
Серед створених Пустовійтом в цей період автолітографій — цикли «Краєвиди Кавказу» (1935), «Дніпро індустріальний» (1937), «Радянська Молдавія» (1937—1938).
У 1936 році переїжджає до Києва і залишає викладацьку діяльність. 1938 року виступив одним із фундаторів Спілки художників України, на Першому з'їзді художників обраний членом Правління і заступником голови Президії Спілки.
До ювілею Тараса Шевченка 1939 року створив графічну композицію для реверсу ювілейної медалі, літографічний та офортний портрети Кобзаря, станкові твори, а також цикл малюнків до поеми Шевченка «Наймичка», який належить до найкращого, що створено з цієї тематики в українській графіці. У 1939—1941 роках збирав матеріал, пов'язаний з Іваном Франком; тривалий час перебував на Західній Україні, створив серії малюнків історичних, архітектурних, мистецьких пам'яток Львова (цикл «Львів»), портрети родичів та односельців Івана Франка, пейзажі Карпат, зображення гуцулів (цикл «Гуцульщина»).

### Друга світова війна
У липні 1941 році призваний до армії. В роки Другої світової війни був фактичним головою СХУ в евакуації, працював військовим журналістом. На цей період припадає особлива творча активність художника. Він створює автопортрети, пейзажі зруйнованого Сталінграда, портрети радянських офіцерів на Другій світовій.
У 1942 році Пустовійт створює галерею портретів з натури діячів української культури: режисера О. Довженка, письменників Ю. Коцюбинського, М. Бажана, О. Корнійчука, І. Ле, А. Малишка, В. Сосюри, Ю. Яновського, В. Василевської, художників Т. Яблонської, К. Трохименко, архітектора В. Заболотного, актора Юрія Тимошенко. Цього ж року ілюструє видання:
- «Данило Галицький» М. Бажана (1942)
- поезії А. Малишка, М. Рильського, М. Стельмаха (1942)

### Репресії, останні роки
У вересні 1942 року Гаврила Пустовійта заарештували за звинуваченням у націоналізмі та антирадянській агітації. Він був засуджений до 10 років таборів і доправлений до Астраханського табору НКВС № 2. Під час відбування покарання захворів на туберкульоз, тому був звільнений в жовтні 1943 році як смертельно хворий без права повертатися в Україну. Після демобілізації у липні 1945 року решту життя провів у клініках Сталінграда, Підмосков'я та Києва. Помер в Києві 20 березня 1947 року.
Останнім виданим за життя митця став цикл малюнків до «Захара Беркута» Івана Франка, виданий у 1946 році видавництвом «Детгиз».
Реабілітований у 1956 році.

## Виставки
- 1927—1941 — експонувався на виставках Києва, Москви, Харкова, Львова, Єревана, Варшави;[2]
- 1956 — експонувався на художній виставці до 100-річчя з дня народження І. Франка (Київ);[2]
- 1980 — персональна виставка портретів письменників-фронтовиків (Київ);[2]
- 2011 — персональна виставка «Гаврило Пустовійт (1900—1947). Графіка» в Національному художньому музеї України.[4]

Твори Гаврила Пустовійта зберігаються в Національному художньому музеї України, Національному музеї Тараса Шевченка, Шевченківському національному заповіднику в Каневі, Національному музеї літератури України, інших музеях України і світу, а також в приватних колекціях. Більша частина творчої спадщини художника є власністю його родини.

## «Гаврило Пустовійт. 1910—1947»
У 2011 році було видано ілюстрований каталог «Гаврило Пустовійт. 1910—1947», в якому представлені роботи митця в книжковій та станковій графіці, рисунки, акварелі тощо. Також вперше системно висвітлено його життєвий і творчий шлях, опубліковано частину листування з відомими діячами культури (Олександр Довженко, Михайло Дерегус, Василь Касіян, Антон Середа, Андрій Чегодаєв), спогади дружини і дітей, народного художника України Михайла Дерегуса, наведено перелік виставок, на яких експонувалися твори Гаврила Пустовійта.

## Родина
- Син, Георгій Гаврилович Пустовійт (нар.1941, Київ), — скульптор.[8]
- Донька, Оксана Гаврилівна Пустовійт. 7 травня 2011 року у Національному художньому музеї Оксана Гаврилівна проводила зустріч під назвою «Графічні репортажі з фронту», присвячену долі та творчості батька в часи Другої світової війни.[6]